# Franz Nadorp
Franz Nadorp, též František Nadorp, celým jménem Franz Johann Heinrich Nadorp (23. června 1794 Isselburg, nyní Severní Porýní-Vestfálsko, Německo – 17. září 1876 Řím) byl německý malíř, působící také v Čechách; převážně však pracoval v Římě. Patřil do skupiny umělců Nazarénského okruhu.

## Život
Narodil se v Isselburgu v rodině umělců nizozemského původu, jako jediný syn sochaře a malíře Johanna Theodora Nadorpa (1761–1802) a Gertrudy Anny Stroofové, sochaři byli také jeho dědeček Johann Franz Nadorp (1735–1798) a pradědeček Johann Theodor. Po ukončení školy v místní části Anholt obdržel ve věku 20 let od majitele tamního panství, knížete Konstantina ze Salm-Salmu stipendium ke studiu na Akademii výtvarných umění v Praze. Prahu mu doporučil rovněž kníže Salm, pocházela z ní jeho druhá manželka Marie Walburga, hraběnka ze Šternberka-Manderscheidu (1770–1806) a žili zde někteří z jejich sedmi potomků.  Na Akademii patřil Nadorp k oblíbeným žákům Josefa Berglera, specializoval se na figurální historickou malbu a na grafiku. Jeho spolužák Josef Führich Nadorpa ve svých vzpomínkách charakterizioval jako povahu poetickou, oduševnělou a poněkud násilnickou. V roce 1822 získal zlatou medaili Akademie. Z Prahy Nadorp podnikal studijní cesty do Vídně a do Drážďan, v roce 1826 pražské studium ukončil a na několik měsíců se vrátil do rodného Isselburgu. Dříve, než kníže Konstantin ze Salm-Salmu zemřel († 27.2.1828), odcestoval na podzim roku 1827 s jeho synem, knížetem Franzem Josefem ze Salm-Salmu (1801-1842) do Říma.
V té době zde působila skupina německých umělců, v jejímž čele stáli Peter Cornelius, Johann Friedrich Overbeck a Julius Schnorr von Carolsfeld. Dostal se mezi takzvané Nazarény. Byl jedním ze zakladatelů římského spolku umělců (Ponte-Molle-Gesellschaft, 1829) a Německého svazu umělců (Deutscher Künstlerverein, 1845). Léta 1840-1850 patřila k jeho nejplodnějším. Navzdory svým kvalitám zásadní zakázky nedostával a musel se živit jako učitel kreslení ve šlechtických rodinách a portréty svých přátel a jejich rodinných příslušníků.
V Římě se setkal s bavorským králem Ludvíkem I. a spřátelil se s ním. V roce 1859 byl přijat pruským králem Fridrichem Vilémem IV. a získal tak jednu z mála státních zakázek. Za téměř 50 let pobytu v Itálii opouštěl Řím jen zřídka. V srpnu roku 1862 se na krátkou dobu vrátil zpět do svého rodného města. Po neúspěšných pokusech získat podporu se přes Antverpy a Londýn vrátil do Říma. Z iniciativy svého přítele, německého knihkupce v Římě, Josepha Spithövera mu po delších jednáních a průtazích v roce 1876 kníže Alfred I. ze Salm-Salmu poskytl rentu, ale Nadorp krátce na to zemřel.
Zemřel svobodný a bezdětný ve svém domě v Římě a byl pohřben na německém hřbitově Campo Santo Teutonico (exteritoriální území Vatikánu).

## Odkaz
Velký soubor svého díla: 517 kreseb, 122 akvarelů, 26 litografií, 29 olejomaleb, 70 skicářů, 8 měděných tiskových desek a 16 sádrových modelů Nadorp podle předchozí dohody odkázal knížecí rodině Salm-Salmů, některá umělecká díla či uměleckořemeslné předměty přešly do sbírek muzea ve vodním hradu Anholt v Isselburgu v Severním Porýní-Vestfálsku a údajně je lze vidět v expozici. Další se dochovala v souboru kreseb německých malířů v Římě, ve sbírce knihovny Hertziana.

## Dílo
Franz Nadorp je řazen mezi německé romantické malíře a nazarény.
- Cenné a faktograficky přesné jsou rané kresby a grafické listy z období studia, stylově klasicistní, prováděné technikou leptu či litografie: portrét Josefa Berglera, portrétoval spolužáky a přátele malíře (Josef Führich, Martin Tejček, Josef Quaisser)
- olejomalby z antické mytologie, evropských dějin (Zavraždění synů krále Eduarda IV.)
- nazarénská témata: kompozice z Kristova života
- Portrétní kresby v knihovně Hertzianě v Římě: malíř Adolf Henning, malíř Karl Bergen.
- Oltářní obraz Dvanáctiletý Ježíš v chrámě, namalovaný roku 1850 v Římě, je údajně ve farním kostele svatého Pankráce v Anholtu
- Nadorpův skicář - album s kresbami architektury Říma a krajin z jeho okolí byl roku 1989 zakoupen do Muzea umění v Clevelandu.
- Kresba Kladení Krista do hrobu, skica k obrazu, v grafické sbírce \národní galerie v Praze.[6]
- Zavraždění synů Eduarda IV (1836), Národní galerie Praha

Oblastní galerie v Liberci vlastní jeho kresbu Dívčí hlava.

## Galerie

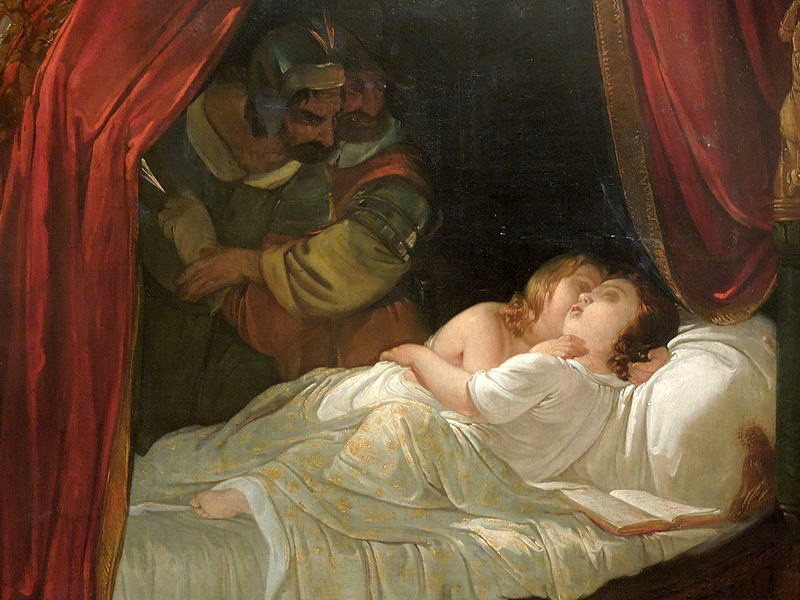
Zavraždění synů Eduarda IV. (1836)
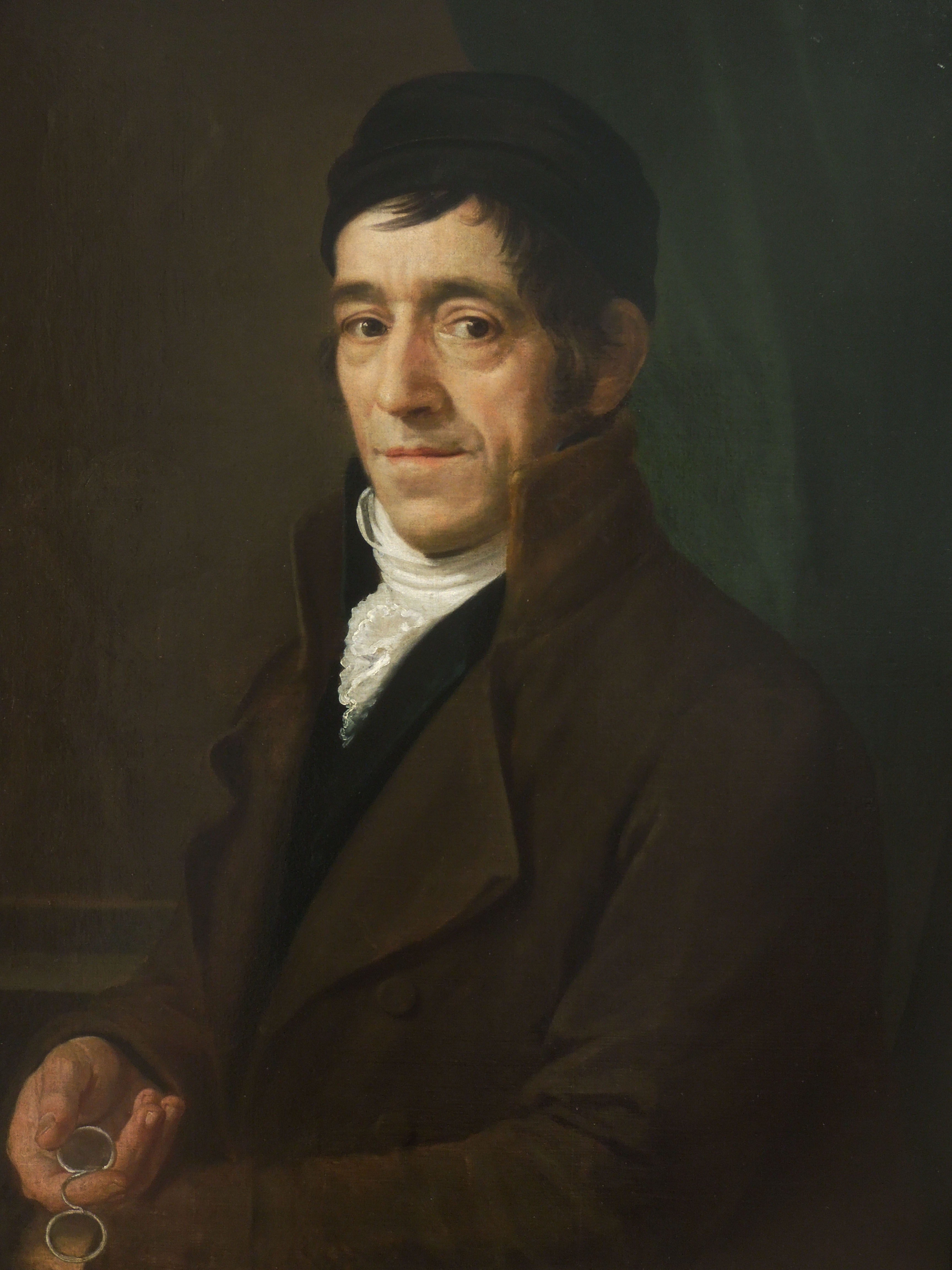
Portrét Josefa Berglera, (1823)
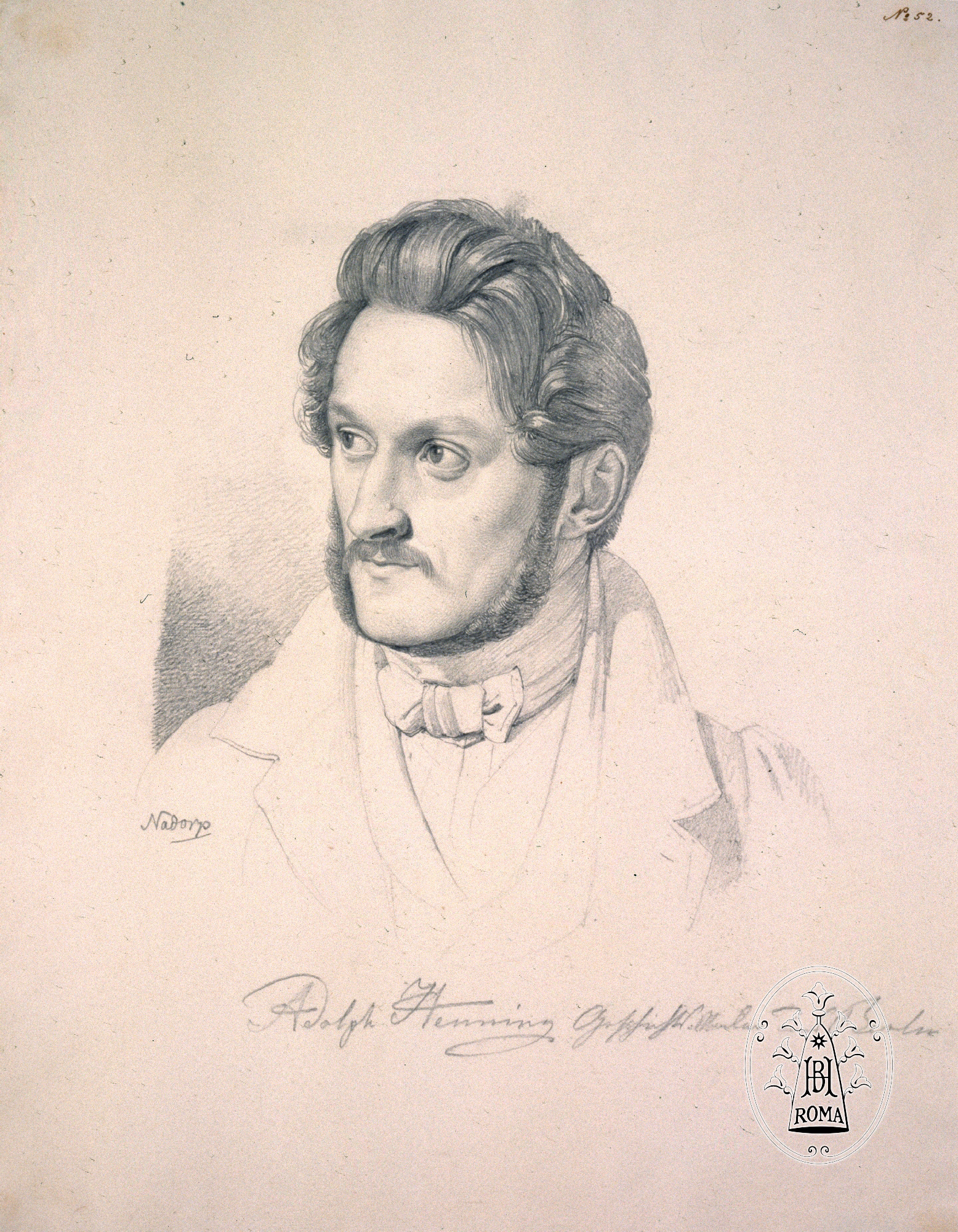
Portrét malíře Adolfa Henninga (1834)
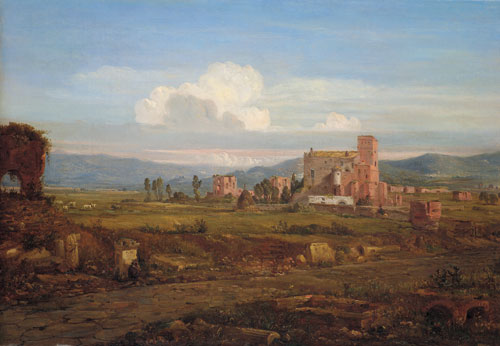
Krajina v Kampánii
Diokleciánovy lázně v Římě
Dvůr Lateránské baziliky v Římě